# 해인사시외버스터미널
해인사시외버스터미널은 경상남도 합천군 가야면 가야산로 1808(치인리 산 20-1)에 위치한 대한민국의 시외버스터미널이다.
해인사 입구에 있는 터미널이다 보니 2층으로 된 건물에 기와지붕이 올려져 있다. 1층은 매표소와 편의점, 고불암 납골당 안내소가 있으며, 2층은 식당이 있다. 승차홈은 4개가 있으나 1개는 사용하지 않고 다른 하나는 고불암으로 가는 셔틀버스 주차장으로 사용하며, 실제 시외버스가 정차하는 곳은 2개 뿐이다.

## 운행 노선
- 2018년 6월 14일부터 대전행 노선이 운행 중단되었다.[1]

| 방면        | 행선지                                                                         |
| ----------- | ------------------------------------------------------------------------------ |
| 영남권 방면 | 가야, 거창, 고령, 귀원, 내곡, 묘산, 분기, 서대구, 송계, 쌍백, 야로, 함양, 합천 |